# Mohammad Hosseini (Diplomat)

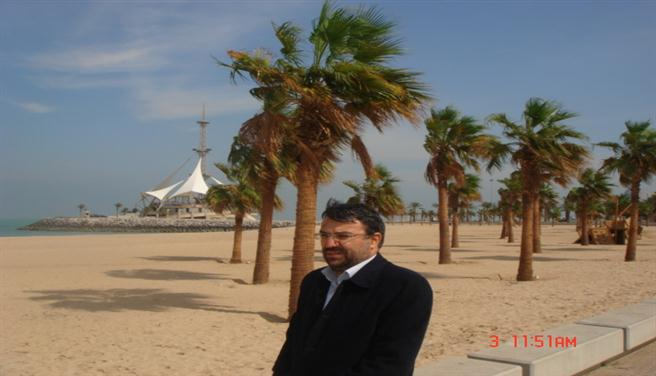
Mohammad Hosseini in der Provinz asch-Scharqiyya.

Mohammad Hosseini (persisch محمد حسینی; * 1963 in Nadschaf) ist ein iranischer Diplomat.

## Werdegang
Er verbrachte den größten Teil seiner Jugend im Landkreis Abhar in der iranischen Provinz Zandschan. 1981 wurde er an die Imam Sadiq University in Teheran aufgenommen, wo er 1987 sein Master-Studium der Politikwissenschaft abschloss. Er setzte sein Studium mit einem Master-Abschluss in Innere Sicherheit an der Universität Grenoble und einer Abschlussarbeit in Völkerrecht an der Universität Lyon III fort.
Er war Programmdirektor beim Islamic Republic of Iran Broadcasting und Professor an verschiedenen iranischen Universitäten.
Vom 12. Januar 2003 bis 8. Oktober 2006 war er Botschafter in Dakar (Senegal)
Von 8. Oktober 2006 bis 2008 war er Botschafter in Riad (Saudi-Arabien).
Von 2010 bis 2015 war er Vizepräsident für internationale Angelegenheiten beim Islamic Republic of Iran Broadcasting.